# Streptomyces hygroscopicus
Streptomyces hygroscopicus ist eine Art der Actinobakterien aus der Gattung Streptomyces, die diverse medizinisch relevante Sekundärmetaboliten produziert.

## Entdeckung
Streptomyces hygroscopicus wurde in den 1970er-Jahren aus einer Bodenprobe von der Osterinsel isoliert.

## Beschreibung
Mit ihrem Mycel bildet Streptomyces hygroscopicus auf geeignetem Medium dunkle, feuchtglänzende, hygroskopische Flecken, woher auch der Artname rührt. Diese eignen sich als erster Hinweis zur Artbestimmung, obwohl ähnliche Flecken auch von einigen anderen Arten wie Streptomyces aureofaciens gebildet werden. Die sporenbildenden Seitenästchen der Hyphen enden meist in einer Spirale. Die Sporen sind in ihrer Form variabel, sie können kugelförmig mit Durchmesser 0,6 bis 1,2 μm, elliptisch mit Durchmesser 0,9 bis 1,8 μm oder isodiametrisch mit abgeschnittenen Enden mit Durchmesser 0,6 bis 0,9 μm auftreten. In größerer Zahl bilden sie eine Masse mit braungrauer Farbe.

## Sekundärmetaboliten
Wie viele Arten von Streptomyces bildet Streptomyces hygroscopicus diverse bioaktive Sekundärmetaboliten. Über 180 solche Verbindungen die von S. hygroscopicus gebildet werden, sind bekannt. Dazu gehören unter anderem Rapamycin, Geldanamycin und Hygromycin. Das Rapamycin ist ein Makrolid mit fungizider, immunsuppressiver und Antitumor-Wirkung, das von S. hygroscopicus gebildet und medizinisch verwendet wird. Vom Rapamycin ist außerdem das halbsynthetische Everolimus abgeleitet, das ebenfalls als Immunsuppressivum eingesetzt wird. Eine große Gruppe von Sekundärmetaboliten der Art sind die Milbemycine, die zum Teil als Anthelmintikum eingesetzt werden.